# 心臟壓力測試
心臟壓力測試（英語：Cardiac stress test）也稱為心臟診斷測試（英語：Cardiac diagnostic test）或心肺運動測試（英語：Cardiopulmonary exercise test），是有關心臟病學的測試，是在受控的臨床環境下，測量心臟對於外在壓力變化的響應能力。心臟的壓力是透過運動或是血管內的藥物刺激所產生的。
心臟壓力測試會比較受試者在休息時以及最大心臟運動量時的冠状血管血流情形，以觀察心肌組織是否有異常的血液流動。結果可以反映受試者的整體體能情形。此測試可以用來診斷冠狀動脈疾病（也稱為缺血性心臟病），並且在病患心肌梗死後評估其預後情形。
最常見的運動壓力來源是在跑步機上運動或是踩踏固定的運動自行車測力計。透過調整運動強度（例如調整跑步機的坡度或是測力計的阻力）及速度來改變壓力的大小。若是無法使用腿部運動的患者，可以用手臂來旋轉自行車式曲柄，以達到運動的功效。在測試完成後，一般會建議受試者不要立刻休息，而是在幾分鐘內慢慢減低運動強度。
測試管理者或主治醫師會檢查在心臟壓力測試過程中的症狀以及血壓反應。為了要量測心臟對壓力的反應，會量測受試者的心电图（ECG），此情形下的測試最常稱為心臟壓力測試（cardiac stress test），不過也有其他的名稱，例如運動測試、運動心電圖檢查等。有時心臟壓力測試會用超声心动图來產生心臟的超音波影像（此時會稱為超音波影像壓力測試），也有可能用伽瑪攝影器來拍攝注入血管中的放射性同位素（會稱為放射線心臟壓力測試）。

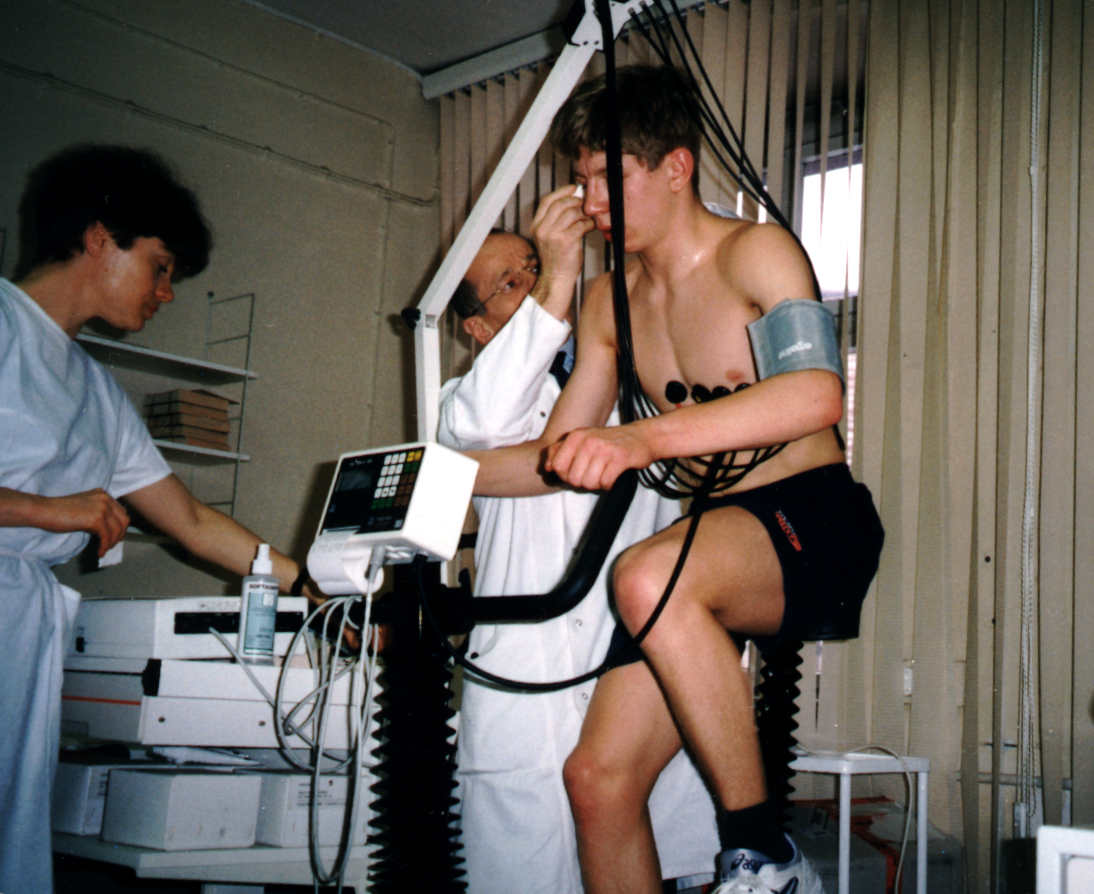

## 外部連結
- Preparing for the exercise stress test （页面存档备份，存于）
- "A Simple Exercise Tolerance Test for Circulatory Efficiency with Standard Tables for Normal Individuals," American Journal of the Medical Sciences （页面存档备份，存于）
- "Optimal Medical Therapy with or without PCI for Stable Coronary Disease," New England Journal of Medicine （页面存档备份，存于）
- Stress test information from the American Heart Association （页面存档备份，存于）
- Nuclear stress test information （页面存档备份，存于） at NIH MedLine